# Lars Jacobsen
Lars Christian Jacobsen (Odense, 20 de setembro de 1979) é um ex-futebolista dinamarquês. Foi convocado para a Copa do Mundo FIFA de 2010. Ele jogava como lateral direito. Ele é atualmente técnico assistente do HB Køge. 
Durante a sua carreira de 20 anos, Jacobsen atou pela seleção dinamarquesa entre 2006 e 2015 e jogou por diversos clubes da Alemanha, Inglaterra e França.